# 邱妙津
邱妙津（1969年5月29日—1995年6月25日），台灣彰化縣人，同志文學作家。國立臺灣大學心理學系畢業。後赴法國巴黎第八大學留學，1995年於巴黎寓所自殺亡故。其作品善於刻劃女同志的愛慾關係，並彰顯同性戀者在當代環境下的心理與認同危機，曾獲中央日報小說獎、聯合文學新人獎，代表作有《鱷魚手記》和《蒙馬特遺書》等小說。

## 生平背景
邱妙津高中就讀臺北市立第一女子高級中學，1991年畢業於國立臺灣大學心理學系。曾任張老師心理輔導中心輔導員、《新新聞》雜誌社記者。1994年赴法國巴黎第八大學第二階段心理學系臨床組攻讀碩士。1995年6月25日，在巴黎自家寓所自殺身亡，得年26歲。

## 創作風格與影響
邱妙津的創作文類以小說為主，並以女同性戀為主題與主體。他的作品寫實地刻劃女同志的愛慾關係，並彰顯同志在父權社會體系下的心理困境，表現出同性戀者在當代所面臨的生存環境和認同危機。
在美學上，邱妙津揉雜女同性戀羅曼史、藝術家小說與抒情小說的特色；慣以第一人稱書寫，其筆下敘述者多認為女同性戀既是愛女人的女人，也是男性化的女人（即T）；善於跳脫寫實主義之直線是描寫，刻意利用時間上的模糊與錯亂感，呈現孤獨、不辨真幻的心境。
邱妙津是1990年代台灣最重要的同志小說家之一，就同志社群方面的影響，其長篇小說《鱷魚手記》中「拉子」一詞，也作為女同志的代稱被廣泛使用；就文學傳播層面，邱妙津成為《紐約評論業書》書單上唯二近代華語作家（另一位為張愛玲）。

## 著作
- 《鬼的狂歡》（1991年，聯合文學）
- 《鱷魚手記》（1994年，時報；2006年，INK印刻）
- 《寂寞的群眾》（1995，聯合文學）
- 《蒙馬特遺書》（1996，聯合文學；2006，INK印刻）
- 《邱妙津日記》（2007，INK印刻）

## 得獎紀錄
- 1988年〈囚徒〉：第一屆中央日報短篇小說首獎[2]
- 1990年〈寂寞的群眾〉：第四屆聯合文學新人獎中篇小說推薦獎[2]
- 1995年《鱷魚手記》：時報文學獎推薦獎

## 外部連結
- 馬嘉蘭（Fran Martin），陳鈺欣、王穎譯，朱偉誠校訂〈揭下面具的鱷魚：邁向一個現身的理論〉 （页面存档备份，存于），《女學學誌：婦女與性別研究》No.15，頁1-37（2003）
- 羅敬堯〈肢解「鱷魚」：閱讀邱妙津《鱷魚手記》中的書寫策略與「鱷魚」意象〉 （页面存档备份，存于）（2002）
- 陳思和〈鳳凰‧鱷魚‧吸血鬼——試論台灣文學創作中的幾個同性戀意象〉 （页面存档备份，存于），《香港文學》196期（2001）
- 陳鈺欣〈透過小凡看到的風景：讀《鱷魚手記》中一段遺落的同性愛欲關係〉（2005）
- 台灣大學戲劇系製作的同名電影已提供在網路上。鱷魚手記。